# Die Rekord- und Herzensbrecherin
Die Rekord- und Herzensbrecherin (Originaltitel: Swim Girl, Swim) ist eine US-amerikanische Stummfilmkomödie aus dem Jahr 1927 von Clarence G. Badger mit Bebe Daniels und James Hall in den Hauptrollen.

## Handlung
Alice Smith, eine schlichte und ernsthafte Studentin, ist, wie es scheint, völlig vertieft in die Jagd nach Schmetterlingen und seltenen Insekten unter der Anleitung ihres Freundes, Mr. Spangle, obwohl sie insgeheim gerne Sportlerin werden und so die Bewunderung von Jerry Marvin, einem beliebten Schulkameraden, gewinnen würde. Sie beginnt zu schwimmen und macht sich auf dem Campus wegen ihrer Ansichten zu diesem Thema, die auf den bösartigen Einfluss von Helen Tracey zurückzuführen sind, zum Gespött. Sie wird überredet, an einem Kanalschwimmen teilzunehmen, wird jedoch unterwegs von Spangles Boot aufgenommen. Durch den dichten Nebel manövriert Spangle das Boot unabsichtlich in Richtung Ziellinie. Als sie mit einem Fischerboot kollidieren, wird Alice ins Wasser geworfen und zur Siegerin ausgerufen. Jerry beginnt sich daraufhin in sie zu verlieben und stellt sie Gertrude Ederle vor, die Alice im Schwimmen trainiert. Als Jerry von der vorherigen Täuschung erfährt, weist er sie zurück, gibt dann aber nach, als sie an einem weiteren Rennen teilnimmt und aus eigener Kraft gewinnt.

## Hintergrund
Der Film war der einzige nicht-dokumentarische Filmauftritt der bekannten amerikanischen Schwimmerin Gertrude Ederle (1905–2003), die am 6. August 1926 als erste Frau den Ärmelkanal durchschwamm. Bei den Olympischen Sommerspielen 1924 in Paris gewann sie eine Gold- und zwei Bronzemedaillen.
Da keine Kopien der sieben Filmrollen existieren, gilt der Film als verschollen.

## Veröffentlichung
Die Premiere des Films fand am 3. September 1927 in New York statt. In Österreich kam er am 30. November 1928 in die Kinos. Er wurde auch unter dem Titel Eins, zwei, drei, los! gezeigt.

## Kritiken
Mordaunt Hall von der The New York Times befand, der Film sei ein lustiges Exemplar voller unsinniger Vorfälle. Seine Komplikationen und kreischende Spannung ähneln den Taktiken, die in Harold Lloyds Komödie „The Freshman“ (Der Sportstudent) und Red Granges Football-Spielfilm „One Minute to Play“ angewendet wurden.

## Auszeichnungen
1927 wurde der Film mit zwei Photoplay Awards für die beste Leistung des Monats Oktober ausgezeichnet: ein Award für den besten Film, ein weiterer für die beste Darstellung an Bebe Daniels.